# Фарма (4. сезона)
Фарма 4 је четврта сезона српске ријалити-телевизијске емисије Фарма. Емитована је од 19. марта до 7. јула 2013. и трајала је 110 дана. Приказивали су је Пинк у Србији, Пинк БХ у Босни и Херцеговини, Пинк М у Црној Гори и Пинк плус у осталим државама. Водитељи четврте сезоне били су Александра Јефтановић и Огњен Амиџић. Победник четврте сезоне је Сулејман „Мемо” Хаљевац, док је другопласирана Станија Добројевић.
Прати групу познатих личности које живе заједно двадесет и четири сата дневно на фарми, изолованој од спољашњег света (превасходно од масовних медија, као што су новине, телефони, телевизија и интернет), а све њихове кораке свакодневно прате видео-камере, без приватности. Сваке седмице такмичари, познати као „фармери”, пролазе кроз номинације и елиминације. Гледаоци затим одлучују ко од номинованих треба да напусти ријалити. Последњи преостали фармер постаје победник и осваја награду од 50.000 евра.

## Формат
У насељу Лисовић, на преко два хектара земље, изграђена је фарма заједно са помоћним објектима као што су: свињац, штала, сеник, радионица, башта, кокошињац и тор, смешта се двадесетак познатих личности које се за нешто дуже од три до четри месеца боре за награду од 100.00 или 50.000 евра, и на којем ће живети без струје, текуће воде, хранећи себе биљкама које ће сами и узгајати, и млеком и месом домаћих животиња о којима сами брину. Концепт је у свакој земљи веома сличан. Сваког понедељка бира се „газда” који води фарму и заводи ред и дисциплину, а који такође бира своје „слуге”.

## Фармери
- Сашка Каран, певачица
- Душко Богдановић, учесник Великог брата
- Радојка Богдановић, супруга Душка Богдановића
- Мемо (Сулејман Хаљевац), сликар
- Марија Петронијевић, глумица
- Aмел Ћеман Ћемо, певач
- Беби Дол (Драгана Шарић), певачица
- Аки (Андрија Марковић), певач
- Филип Панајотовић, манекен
- Дариа Станојевић, певачица
- Данијел Алибабић , певач
- Сандра Валтеровић, певачица
- Филип Митровић , певач и учесник Гласа Србије
- Гордана Бјелица, глумица
- Ера Ојданић (Андрија Ојданић), певач
- Љуба Пантовић, професионална атлетичарка
- Мики Мећава (Милан Обрадовић), певач
- Гоца Божиновска (Гордана Божиновска), певачица
- Милан Тарот (Милан Радоњић), мађионичар
- Весна Ривас, певачица
- Назиф Гљива, композитор
- Зорица Марковић, певачица
- Руле (Зоран Јагодић), музичар
- Јована Николић, модел
- Ша (Ненад Алексић), репер
- Тијана Мацура, певачица и глумица
- Екрем Јеврић, певач и Јутјуб звезда
- Станија Добројевић, старлета

## Историја гласања
| Газда (имунитет) | Екрем         | Мики              | Ера               | Љуба              | Зорица             | Данијел            | Мики               | Гоца               | Екрем                      | Радојка                    | Сашка                      | Станија                    | Ера                        | Аки                        | Сашка                      | нико                       | нико                       | нико                       |                     |                     |                     |                     |
| Слуге            | Радојка Душко | Гордана Данијел   | Станија Аки       | Весна Милан       | Љуба Ша            | Зорица Екрем       | Весна Екрем        | Весна Мемо         | Јована Данијел             | Сашка Ера                  | Радојка Филип П.           | Љуба Аки                   | Сашка Милан                | Станија Филип П.           | Станија Мемо               | нико                       | нико                       | нико                       |                     |                     |                     |                     |
|                  |               |                   |                   |                   |                    |                    |                    |                    |                            |                            |                            |                            |                            |                            |                            |                            |                            |                            |                     |                     |                     |                     |
| Мемо             | није био      | није био          | није био          | није био          | /                  | Зорица             | Весна              | номинован          | Јована                     | Сашка                      | Радојка                    | Аки                        | Милан                      | Станија                    | номинован                  | 1. место (110. дан)        | 1. место (110. дан)        | 1. место (110. дан)        |                     |                     |                     |                     |
| Станија          | Душко         | Гордана           | номинован         | Весна             | Љуба               | Екрем              | Весна              | Весна              | Јована                     | Сашка                      | Радојка                    | Аки                        | Сашка                      | номинована                 | номинована                 | 2. место (110. дан)        | 2. место (110. дан)        | 2. место (110. дан)        |                     |                     |                     |                     |
| Радојка          | номинована    | Данијел           | Аки               | Милан             | Љуба               | Зорица             | Екрем              | Весна              | Данијел                    | Сашка                      | номинована                 | Аки                        | Милан                      | Станија                    | Мемо                       | 3. место (110. дан)        | 3. место (110. дан)        | 3. место (110. дан)        | 3. место (110. дан) | 3. место (110. дан) | 3. место (110. дан) | 3. место (110. дан) |
| Гоца             | Душко         | Данијел           | Станија           | Весна             | Љуба               | Екрем              | Весна              | Весна              | Јована                     | Сашка                      | Филип П.                   | Аки                        | Сашка                      | Филип П.                   | Станија                    | 4. место (110. дан)        | 4. место (110. дан)        | 4. место (110. дан)        | 4. место (110. дан) | 4. место (110. дан) | 4. место (110. дан) | 4. место (110. дан) |
| Аки              | Душко         | Гордана           | номинован         | Весна             | Љуба               | Зорица             | Весна              | Весна              | Данијел                    | Ера                        | Филип П.                   | номинован                  | Сашка                      | Станија                    | Станија                    | 5. место (110. дан)        | 5. место (110. дан)        | 5. место (110. дан)        | 5. место (110. дан) | 5. место (110. дан) | 5. место (110. дан) | 5. место (110. дан) |
| Ша               | Душко         | Гордана           | Станија           | Весна             | номинован          | Зорица             | Весна              | Весна              | Данијел                    | Сашка                      | Филип П.                   | Љуба                       | Сашка                      | Станија                    | Станија                    | 6. место (110- дан)        | 6. место (110- дан)        | 6. место (110- дан)        | 6. место (110- дан) | 6. место (110- дан) | 6. место (110- дан) | 6. место (110- дан) |
| Филип П.         | Душко         | Гордана           | Аки               | Весна             | Љуба               | Зорица             | Весна              | Весна              | Јована                     | Сашка                      | номинован                  | избачен (75. дан)          | /                          | номинован                  | Мемо                       | избачен (109. дан)         | избачен (109. дан)         | избачен (109. дан)         |                     |                     |                     |                     |
| Екрем            | Радојка       | Данијел           | Станија           | Милан             | Љуба               | номинован          | номинован          | Весна              | Данијел                    | Сашка                      | Радојка                    | Аки                        | Сашка                      | Филип П.                   | Станија                    | избачен (109. дан)         | избачен (109. дан)         | избачен (109. дан)         |                     |                     |                     |                     |
| Данијел          | Душко         | номинован         | Станија           | Милан             | Ша                 | Екрем              | Весна              | Весна              | номинован                  | Сашка                      | Радојка                    | Аки                        | Милан                      | Филип П.                   | Станија                    | избачен (108. дан)         | избачен (108. дан)         | избачен (108. дан)         |                     |                     |                     |                     |
| Љуба             | Душко         | Гордана           | Станија           | Весна             | номинована         | Зорица             | Весна              | Весна              | Јована                     | Сашка                      | Филип П.                   | номинована                 | Милан                      | Филип П.                   | Станија                    | избачена (107. дан)        | избачена (107. дан)        | избачена (107. дан)        |                     |                     |                     |                     |
| Весна            | Душко         | Гордана           | Аки               | номинован         | Љуба               | Екрем              | номинован          | номинован          | Данијел                    | Ера                        | Филип П.                   | Аки                        | Милан                      | Станија                    | Мемо                       | избачен (106. дан)         | избачен (106. дан)         | избачен (106. дан)         |                     |                     |                     |                     |
| Јована           | Душко         | Данијел           | Станија           | Милан             | Љуба               | Екрем              | Весна              | Мемо               | номинована                 | /                          | Радојка                    | Аки                        | Сашка                      | Станија                    | Станија                    | избачена (105. дан)        | избачена (105. дан)        | избачена (105. дан)        |                     |                     |                     |                     |
| Сашка            | Душко         | Гордана           | Станија           | Весна             | Ша                 | Екрем              | Екрем              | Мемо               | Данијел                    | номинована                 | Филип П.                   | Аки                        | номинована                 | Филип П.                   | Станија                    | избачена (104. дан)        | избачена (104. дан)        | избачена (104. дан)        |                     |                     |                     |                     |
| Ера              | Радојка       | Гордана           | Станија           | Милан             | Ша                 | изашао (34. дан)   | изашао (34. дан)   | Мемо               | Данијел                    | номинован                  | Радојка                    | Аки                        | Сашка                      | Филип П.                   | Станија                    | избачен (103. дан)         | избачен (103. дан)         | избачен (103. дан)         |                     |                     |                     |                     |
| Милан            | Радојка       | Данијел           | Аки               | номинован         | /                  | Екрем              | Весна              | Весна              | Јована                     | Ера                        | Радојка                    | Љуба                       | номинован                  | Станија                    | избачен (96. дан)          | избачен (96. дан)          | избачен (96. дан)          | избачен (96. дан)          |                     |                     |                     |                     |
| Филип М.         | Душко         | Гордана           | Станија           | Весна             | Ша                 | Зорица             | Весна              | Весна              | Данијеч                    | Ера                        | Филип П.                   | Љуба                       | Сашка                      | избачен (89. дан)          | избачен (89. дан)          | избачен (89. дан)          | избачен (89. дан)          | избачен (89. дан)          |                     |                     |                     |                     |
| Мики             | Душко         | Гордана           | Аки               | Милан             | Ша                 | Екрем              | Весна              | Весна              | Данијел                    | Сашка                      | Филип П.                   | Аки                        | избачен (82. дан)          | избачен (82. дан)          | избачен (82. дан)          | избачен (82. дан)          | избачен (82. дан)          | избачен (82. дан)          |                     |                     |                     |                     |
| Беби             | није била     | није била         | није била         | није била         | није била          | није била          | није била          | Весна              | Данијел                    | Ера                        | избачена (68. дан)         | избачена (68. дан)         | избачена (68. дан)         | избачена (68. дан)         | избачена (68. дан)         | избачена (68. дан)         | избачена (68. дан)         | избачена (68. дан)         |                     |                     |                     |                     |
| Душко            | номинован     | Данијел           | Аки               | Весна             | Ша                 | Зорица             | Екрем              | Весна              | Данијел                    | избачена (61. дан)         | избачена (61. дан)         | избачена (61. дан)         | избачена (61. дан)         | избачена (61. дан)         | избачена (61. дан)         | избачена (61. дан)         | избачена (61. дан)         | избачена (61. дан)         |                     |                     |                     |                     |
| Зорица           | Душко         | Данијел           | Станија           | Весна             | Љуба               | номинована         | Екрем              | Мемо               | дисквалификована (59. дан) | дисквалификована (59. дан) | дисквалификована (59. дан) | дисквалификована (59. дан) | дисквалификована (59. дан) | дисквалификована (59. дан) | дисквалификована (59. дан) | дисквалификована (59. дан) | дисквалификована (59. дан) | дисквалификована (59. дан) |                     |                     |                     |                     |
| Гордана          | Душко         | номинована        | Станија           | Весна             | Ша                 | Зорица             | избачена (40. дан) | Весна              | избачена (54. дан)         | избачена (54. дан)         | избачена (54. дан)         | избачена (54. дан)         | избачена (54. дан)         | избачена (54. дан)         | избачена (54. дан)         | избачена (54. дан)         | избачена (54. дан)         | избачена (54. дан)         |                     |                     |                     |                     |
| Марија           | није била     | није била         | није била         | није била         | /                  | Зорица             | /                  | избачена (47. дан) | избачена (47. дан)         | избачена (47. дан)         | избачена (47. дан)         | избачена (47. дан)         | избачена (47. дан)         | избачена (47. дан)         | избачена (47. дан)         | избачена (47. дан)         | избачена (47. дан)         | избачена (47. дан)         |                     |                     |                     |                     |
| Ћемо             | није био      | није био          | није био          | није био          | није био           | /                  | /                  | изашао (47. дан)   | изашао (47. дан)           | изашао (47. дан)           | изашао (47. дан)           | изашао (47. дан)           | изашао (47. дан)           | изашао (47. дан)           | изашао (47. дан)           | изашао (47. дан)           | изашао (47. дан)           | изашао (47. дан)           |                     |                     |                     |                     |
| Сандра           | Душко         | Гордана           | Станија           | Весна             | Љуба               | избачена (33. дан) | избачена (33. дан) | избачена (33. дан) | избачена (33. дан)         | избачена (33. дан)         | избачена (33. дан)         | избачена (33. дан)         | избачена (33. дан)         | избачена (33. дан)         | избачена (33. дан)         | избачена (33. дан)         | избачена (33. дан)         | избачена (33. дан)         |                     |                     |                     |                     |
| Дариа            | Душко         | Данијел           | Станија           | Милан             | избачена (26. дан) | избачена (26. дан) | избачена (26. дан) | избачена (26. дан) | избачена (26. дан)         | избачена (26. дан)         | избачена (26. дан)         | избачена (26. дан)         | избачена (26. дан)         | избачена (26. дан)         | избачена (26. дан)         | избачена (26. дан)         | избачена (26. дан)         | избачена (26. дан)         |                     |                     |                     |                     |
| Назиф            | Душко         | Гордана           | Аки               | избачен (19. дан) | избачен (19. дан)  | избачен (19. дан)  | избачен (19. дан)  | избачен (19. дан)  | избачен (19. дан)          | избачен (19. дан)          | избачен (19. дан)          | избачен (19. дан)          | избачен (19. дан)          | избачен (19. дан)          | избачен (19. дан)          | избачен (19. дан)          | избачен (19. дан)          | избачен (19. дан)          |                     |                     |                     |                     |
| Руле             | Душко         | Гордана           | избачен (12. дан) | избачен (12. дан) | избачен (12. дан)  | избачен (12. дан)  | избачен (12. дан)  | избачен (12. дан)  | избачен (12. дан)          | избачен (12. дан)          | избачен (12. дан)          | избачен (12. дан)          | избачен (12. дан)          | избачен (12. дан)          | избачен (12. дан)          | избачен (12. дан)          | избачен (12. дан)          | избачен (12. дан)          |                     |                     |                     |                     |
| Тијана           | Душко         | избачена (5. дан) | избачена (5. дан) | избачена (5. дан) | избачена (5. дан)  | избачена (5. дан)  | избачена (5. дан)  | избачена (5. дан)  | избачена (5. дан)          | избачена (5. дан)          | избачена (5. дан)          | избачена (5. дан)          | избачена (5. дан)          | избачена (5. дан)          | избачена (5. дан)          | избачена (5. дан)          | избачена (5. дан)          | избачена (5. дан)          |                     |                     |                     |                     |